# Reazione di Koch
La reazione di Koch è una reazione organica utilizzata industrialmente per la sintesi di acidi carbossilici terziari sfruttando alcheni, monossido di carbonio e acqua. Questo processo è utilizzato per produrre su scala industriale 150.000 t annue di acidi. Un processo simile che porta alla formazione di composti carbonilici, ma in condizioni riducenti, è l'idroformilazione.
Alcuni esempi di acidi prodotti tramite la reazione di Koch sono l'acido pivalico (acido 2,2-dimetilpropanoico),  l'acido 2,2-dimetilbutirrico e l'acido 2,2-dimetilpentanoico.

## Meccanismo
Partendo da un alchene ramificato quale l'isobutene, le condizioni di reazione prevedono una pressione compresa tra 20 e 100 bar e una temperatura compresa tra 20 °C e 80 °C. Viene utilizzato un catalizzatore acido basato su una miscela di acido fosforico e trifluoruro di boro, che favoriscono l'addizione di CO. Con una successiva idrolisi si ottiene l'acido carbossilico e l'eliminazione di un protone.